# 2 juillet 1978
Le dimanche 2 juillet 1978 est le 183e jour de l'année 1978.

## Naissances
- Amirah Vann, actrice américaine
- Diana Gurtskaya, chanteuse géorgienne
- Gianfranco Pappalardo Fiumara, pianiste italien
- Glody Dube, athlète botswanais, spécialiste du 800 mètres
- Greg Dobbs, joueur américain de baseball
- Iñaki Muñoz, joueur espagnol de football
- Jüri Ratas, homme politique estonien
- John Wilson, joueur australien de rugby
- José Alberto Herrero Bono, homme politique espagnol
- Joseph Gomis joueur français de basket-ball
- Julie Night, actrice pornographique américaine
- Kossi Agassa, joueur togolais de football
- Laure Thibaud, nageuse synchronisée française
- Laurie Thomassin, nageuse française
- Madoka Natsumi, fondeuse japonaise
- Marie Laissus, snowboardeuse française
- Matteo Bobbi, pilote automobile italien
- Owain Yeoman, acteur britannique
- Takatsugu Muramatsu, pianiste, compositeur et producteur japonais

## Décès
- Aris Alexandrou (né en 1922), écrivain grec
- Pierre Charbonnier (né le 24 août 1897), peintre, décorateur et réalisateur français

## Événements
- Grand Prix automobile de France de 1978